# Tambovskaya Peak
Der Tambovskaya Peak (russisch Гора Тамбо́вская Gora Tambowskaja, norwegisch Tambovskajatoppen) ist ein 2750 m hoher Berg im ostantarktischen Königin-Maud-Land. Er ragt im Zentrum des Gråkammen  in der Westlichen Petermannkette des Wohlthatmassivs auf.
Entdeckt und anhand von Luftaufnahmen kartiert wurde er bei der Deutschen Antarktischen Expedition 1938/39 unter der Leitung des Polarforschers Alfred Ritscher. Eine erneute Kartierung anhand von Luftaufnahmen und Vermessungen erfolgte bei der Dritten Norwegischen Antarktisexpedition (1956–1960). Die Benennung geht auf eine sowjetische Antarktisexpedition der Jahre von 1960 bis 1961 zurück. Namensgeber ist die russische Stadt Tambow. Das Advisory Committee on Antarctic Names übertrug die russische Benennung 1970 ins Englische.